# 脱毛
脫毛，又稱除毛、剃毛，也稱為去除體毛。

女人和男人的體毛分佈。

脫毛是將體毛連根拔起，效果比剃毛持久，但直接拔毛會刺激神經細胞，非常疼痛。一般脫毛後在一到兩個星期毛就回重新長出來。有些醫學美容會提供永久脫毛，蠟脫毛通常要進行多次才有永久脫毛效果。現利用微創技術或鐳射可有效殺死毛囊，讓它不再生長，達到永久脫毛的效果。

## 脫毛原因
脫毛有許多原因，包括文化，性別，醫療和宗教。事實上，在世上各大文明中，脫毛已廣為流行，所使用的方法各有不同，但剃是最常用的方法。

### 文化方面
人類社會基於文化不同會培養或除去身體不同方位的體毛，並成為一種社會規範。這些不同審美標準適用於男性和女性。人身體上的毛髮屬於一種文化的審美標準，毛髮的存在會觸及該社會文化接受的問題。例如，對大多數傳統社會而言，婦女在公眾面前能露出頭髮、睫毛和眉毛，但露出體毛卻是不雅觀的事，而且會帶來尷尬。在中東地區，女性去除體毛一直公認為是良好的衛生習慣，千百年來，官員皆會頒行相關的命令。

### 美容方面
女為悅己者容，為現今女性都會以脫毛使自己更有吸引力，而脫毛也日益普及。20世紀以來，女性的穿着愈喜歡外露自己的身體，泳裝、辦公服，甚至禮服都愈多露出身體部位。而體毛多認為不美觀，因此女性需要把毛髮脫去，如腿、腋下和其他地方。如美國絕大多數的女性會定期地刮除腿部和腋下，而大約有一半還會剃至比基尼線。
傳統上，華人社會是不脫體毛的。孝經云：「身體髮膚，受之父母，不敢毀傷，孝之始也。」但隨着社會逐漸西化，女性工作機會愈來愈多，為增加吸引力，女性脫毛在華人社會已極為流行。在香港，脫去雙腿和腋下的體毛是最常見的，也是女性常顧美容院的原因之一。

### 宗教原因
剃頭是佛教、基督教、伊斯蘭教、耆那教和印度教傳統的一部分。佛教的僧侶需要進行某種形式的剃頭或剃度。
在猶太教中，男人有一個禁止用剃刀剃鬍鬚或鬢角的說法。此外，在直系家庭成員去世後，無論男女都要在30天的哀悼期內削減他們的頭髮或刮鬍子的。
古埃及的祭司每日都要剃或脫去所有的毛髮，從而給神一種“純粹的”身。

## 脫毛方法
常用的脫毛方法約有兩種：永久脫毛和暫時脫毛。

### 暫時脫毛
暫時脫毛通常在家裏操作，例如用剃毛器把毛剃掉。暫時把體毛脫去可使皮膚在短時間光潔。暫時脫毛優點是不痛，對皮膚無損無刺激。缺點是新的體毛又會長出來。

### 永久脫毛
永久脫毛方法技術日新月異，通常要在美容院或醫療場所（醫美診所及醫院醫學美容中心）操作。永久脫毛是以脫毛機產生超高頻振盪信號，形成靜電場，作用於毛髮，破壞毛囊，使毛髮脫去，並且不再長出新毛，達到永久性脫毛的效果。好處是保持時間長，不重複；缺點是對皮膚有或多或少的損傷或刺激，但隨着科技的進步，這方面的損傷愈來愈小。